# Número de Platão
O número de Platão é um número enigmaticamente referido por Platão em seu diálogo A República (8.546b). O texto é notoriamente difícil de entender e suas traduções correspondentes não permitem uma interpretação inequívoca. Não há acordo real sobre o significado ou o valor do número. Também tem sido chamado de "número geométrico" ou "número nupcial" (o "número da noiva"). Marsilio Ficino chamou-o de "número fatal" e publicou um livro sobre ele, De Numero Fatali. A passagem em que Platão introduziu o número vem sendo discutida desde que foi escrita, sem consenso no debate.
Uma lista incompleta de autores que mencionam ou discursam sobre inclui os nomes de Aristóteles, Proclo para a antiguidade; Ficino e Cardano durante o Renascimento; Zeller, Friedrich Schleiermacher, Paul Tannery e Friedrich Hultsch no século XIX e outros novos nomes são adicionados atualmente.
Mais adiante na República (9.587b), outro número é mencionado, conhecido como "Número do Tirano".

## Texto de Platão
Grandes diferenças lexicais e sintáticas são facilmente notadas entre as muitas traduções da República. Abaixo está o contexto segundo traduções relativamente recentes, livro VIII, 546a–547a. Inicia-se como uma resposta à invocação feita por Sócrates às Musas, questionando a Gláucon de onde surgiria a instabilidade no projeto do perfeito governo da Calípolis: "Quereis que nós, como Homero, roguemos às Musas para nos dizer como 'facção recaiu sobre eles' (Homero, Ilíada, 1.6), e deveremos nós dizer que elas falam conosco com uma conversa altamente trágica, como se estivessem falando sério, brincando e gracejando conosco como crianças?". Sócrates relata então o que foi considerado "resposta das Musas", e a seção é referida como "discurso das Musas":
"Uma cidade tão composta é difícil de ser mudada. Mas, uma vez que para tudo o que existe há decadência, nem mesmo uma composição como esta permanecerá para sempre; será dissolvida. E esta será a sua dissolução: a produtividade e a esterilidade da alma e dos corpos vêm não apenas para as plantas na terra, mas também para os animais na terra, quando as revoluções completam para cada as voltas dos ciclos girantes; para aqueles com vida curta, a jornada é curta; para aqueles cujas vidas são o oposto, a jornada é o oposto. Embora sejam sábios, os homens que educastes como líderes da cidade, não obstante, falharão em acertar o nascimento próspero e a esterilidade de sua espécie com cálculos (logismos) auxiliados pela sensação (aisthesis), mas isso lhes ocorrerá, e eles passarão em algum momento a gerar filhos quando não deveriam. Para um nascimento divino, há um período compreendido por um número perfeito;"
Segue-se disso o texto típico do trecho 546b–d em questão  sobre uma ordem matemática:
"Para o engendramento humano, por outro lado, há um número, o primeiro no qual aumentos – tanto os governantes quanto os governados, tomando três intervalos, mas quatro termos: de semelhanças e dessemelhanças, e de crescimentos e diminuições – revelam todas as coisas mutuamente agradáveis e racionais entre si. Destes, uma base com um terço adicionado, casado pela pêntade, três vezes aumentada, fornece duas harmonias, sendo uma igual a um número igual de vezes, cem vezes tantas vezes; a outra sendo igual em comprimento a ele, mas oblonga – primeiro, de uma centena dos números das diagonais racionais da pêntade, cada um subtraído em um, mas de irracionais, em dois; e então de cem cubos de três."
E finaliza:
"Esse número geométrico todo é soberano de gerações melhores e piores. E quando seus guardiões, por ignorância a respeito delas, fizerem com que os noivos vivam com as noivas fora da estação, os filhos não terão nem boa índole nem boa sorte. Seus predecessores escolherão o melhor dessas crianças; mas, no entanto, uma vez que elas são indignos, quando elas, por sua vez, chegam aos poderes de seus pais, elas, como guardiões, primeiro começarão a nos negligenciar por terem menos consideração do que é necessário, primeiro, pela música e, segundo, pela ginástica; e a partir daí seus jovens se tornarão menos musicais. E governantes escolhidos entre eles não serão guardiões muito aptos a testar as raças de Hesíodo e as suas – ouro, e prata, e bronze e ferro. E a mistura caótica do ferro com a prata e do bronze com o ouro engendra dessemelhanças e irregularidades desarmoniosas que, uma vez que surgem, sempre geram guerra e ódio no lugar onde acontecem. Sempre se deve dizer que a facção é 'desta descendência', onde quer que surja.”
O 'número geométrico inteiro', mencionado pouco antes do final deste texto, é entendido como o número de Platão. As palavras introdutórias mencionam (um período compreendido por) 'um número perfeito', que é considerado uma referência ao ano perfeito de Platão mencionado em seu Timeu (39d). As palavras são apresentadas como proferidas pelas musas, de modo que toda a passagem às vezes é chamada de 'fala das musas' ou algo semelhante. Na verdade, Filipe Melâncton comparou isso à obscuridade proverbial das Sibilas. Cícero a descreveu como "obscura", mas outros viram alguma jocosidade em seu tom.

## Interpretações
O pitagorismo era uma influência considerável na Academia platônica, sendo significativa para elucidar o contexto do diálogo; a importância herdada de uma tradição numerológica da matemática é vista em Platão pelo seu frequente uso de construções geométricas para relacionar até mesmo questões morais e cósmicas.
Pouco depois da época de Platão, seu significado aparentemente não causou perplexidade, como atesta a observação casual de Aristóteles:
"Ele apenas diz que nada é permanente, mas que todas as coisas mudam em um certo ciclo: e que a origem da mudança é uma base de números que estão na proporção de 4:3 e isso quando combinado com um número de cinco dá duas harmonias: ele quer dizer quando o número desta figura torna-se sólido."
Meio milênio depois, porém, foi um enigma para os neoplatônicos, que tinham uma tendência um tanto mística e escreviam sobre ela com frequência, propondo interpretações geométricas e numéricas. Em seguida, por quase mil anos, os textos de Platão desapareceram e foi apenas na Renascença que o enigma ressurgiu brevemente. Durante o século XIX, quando estudiosos clássicos restauraram os textos originais, o problema reapareceu. Schleiermacher interrompeu sua edição de Platão por uma década enquanto tentava dar sentido ao parágrafo. Victor Cousin inseriu uma nota que ele deveria ser ignorado em sua tradução francesa das obras de Platão. No início do século XX, descobertas acadêmicas sugeriram uma origem babilônica para o tópico.
Diversos intérpretes do século XIX argumentaram que o valor do número de Platão seria 216 porque é o cubo de 6, ou seja, 63 = 216, o que é notável por ser também a soma dos cubos para a tripla pitagórica (3, 4, 5): 33 + 43 + 53 = 63. Tais considerações tendem a ignorar a segunda parte do texto, onde alguns outros números e suas relações, como as duas harmonias, são descritos. As opiniões tendem a convergir sobre seus valores sendo 4800 e 2700, mas há pouco acordo sobre os detalhes. Observou-se que 64 resulta em 1296 e 48 × 27 = 36 × 36 = 1296. Em vez da multiplicação, algumas interpretações consideram a soma desses fatores: 48 + 27 = 75. O número 36002 = 12960000 também é considerado.
O Papiro Oxirrinco XV 1808, do século II, é a mais antiga cópia sobrevivente dos trechos 546b-d de A República, e ele contém marginálias anotadas pelo comentarista num sistema de taquigrafia, com significado tornado inteligível na decifração por Kathleen McNamee em 2001 e revisada em 2003. A linha de interpretação que o comentarista fizera seguiu o raciocínio descrito posteriormente por Proclo, em que o desenho de Platão é o de um sólido tridimensional a partir de um triângulo. Na terminologia pitagórica, o "governante" se refere à hipotenusa, que reflete igual potência em relação aos dois catetos, "governados"; o valor da hipotenusa do triângulo retângulo original é considerado como 5 (pêntade), e os "aumentos" seriam as hipotenusas e catetos subsequentes das ampliações de triângulos, derivados em proporção 4:3, com valores dos lados multiplicados por 3 para não permanecerem fracionados: assim, no conjunto final dos triângulos aumentados, a sequência dos valores de seus catetos seria de 27, 36, 48 e 64 (os "quatro termos" com três intervalos). A primeira harmonia sendo considerada como 10000 (1002), a segunda harmonia derivada dos catetos naquela proporção é calculada em 7500, proveniente da soma de 4800 e 2700 ("cem cubos de três").
Com esse resultado, o comentarista considerou 7500 como o número de dias para o "engendramento humano" nas mulheres, o mesmo total de 20 anos que indica o período reprodutivo recomendado na narrativa por Sócrates no Livro V da República 460e, a partir dos 20 anos até os 40 anos de idade; a primeira harmonia também indicaria aproximadamente em dias a "melhor idade" adequada ao homem, citada no mesmo trecho, por volta de 27 anos, com limite nos 55 anos. A relação dessas duas harmonias com os diferentes engendramentos e gêneros já fora associada por Dercílides e Crônio, este último associando a primeira aos homens e a segunda às mulheres; justifica-se essa associação também pelas posições dos pares pitagóricos na Tábua de Opostos, citada por Aristóteles, em que o masculino é associado ao quadrado (primeira harmonia) e o feminino ao oblongo (citado por Platão na segunda harmonia). Essa interpretação é praticamente uma antecipação da mesma proposta por Konrad Gaiser em 1974.
Já Carl A. Huffmann interpreta segundo a afirmação inicial de que o tom do discurso das Musas seria parcialmente sério, pelo que a própria exposição matemática é descrita de uma forma evidentemente pomposa e com termos pernósticos aos ouvintes. Esse efeito jocoso também se encontra no "número do Tirano" calculado posteriormente no livro IX, de que um rei justo "vive 729 vezes mais feliz", enquanto os tiranos vivem mais tristes nessa proporção – uma afirmação aritmética tamanha, a que Glauco responde humoradamente: "que cálculo arrebatador e desconcertante"; esse número reflete uma aproximação do total de dias e noites em um ano, considerando-se o cálculo do ano como 364,5 dias, seguido por Platão na época (729/2 = 364,5). No entanto, há o fundo significativo para o uso de metáfora matemática, que torna figuradas as causas da discórdia do governo proposto: a má condução do raciocínio (logismos), daí associada também ao cálculo matemático, e da sensação (aisthesis), utilizadas de forma falha pelos guardiões, indicando-se a necessidade do cálculo para a regulação moral em justiça e prudência, pois Platão louva a matemática como também um guia da alma ao mundo inteligível e à ética.
Valores outros que já foram propostos ao número incluem:
- 17,500 = 100 × 100 + 4800 + 2700, por Otto Weber (1862).[11]
- 760,000 = 750,000 + 10,000 = 19 × 4 × 10000, 19 sendo obtido de (⁠4/3⁠ + 5) × 3 e sendo o número de anos no ciclo metônico.[2]
- 8128 = 26 × (27 − 1), um número perfeito proposto por Cardano. É conhecido que tais números podem ser decompostos na soma de cubos ímpares consecutivos, então 8128 = 13 + 33 + 53 + ... + 153.
- 1728 = 123 = 8 × 12 × 18, por Marsilio Ficino (1496).[1]
- 5040 = 144 × 35 = (3 + 4 + 5)2 × (23 + 33), por Jacob Friedrich Fries (1823).[2]